# 渡邉隆夫
渡邉 隆夫（わたなべ たかお、1939年〈昭和14年〉5月30日 - ）は、日本の実業家。渡文株式会社代表取締役社長、西陣織工業組合名誉顧問。地域政党京都党顧問。

## 経歴・人物
同志社大学経済学部を卒業後、1962年（昭和37年）3月に東京の呉服問屋である菱一株式会社に入社する。その後、京都に戻り1964年（昭和39年）6月に渡文株式会社へ転職する。1982年（昭和57年） 6月には常務取締役となり、代表取締役社長に就任して現在に至る。
また、西陣織工業組合の理事長職を24年間務め、装業界の取引改善や関連工業職人の育成、技術継承などに努めるほか、日本絹人繊織物工業会や伝統的工芸品産業振興協会、京都府中小企業団体中央会の代表を務め織物業や伝統工芸産業分野での振興事業に尽力した。

## 出演

### ラジオ
- 武部宏の日曜とーく（KBS京都）